# 柳津大橋 (岐阜県)

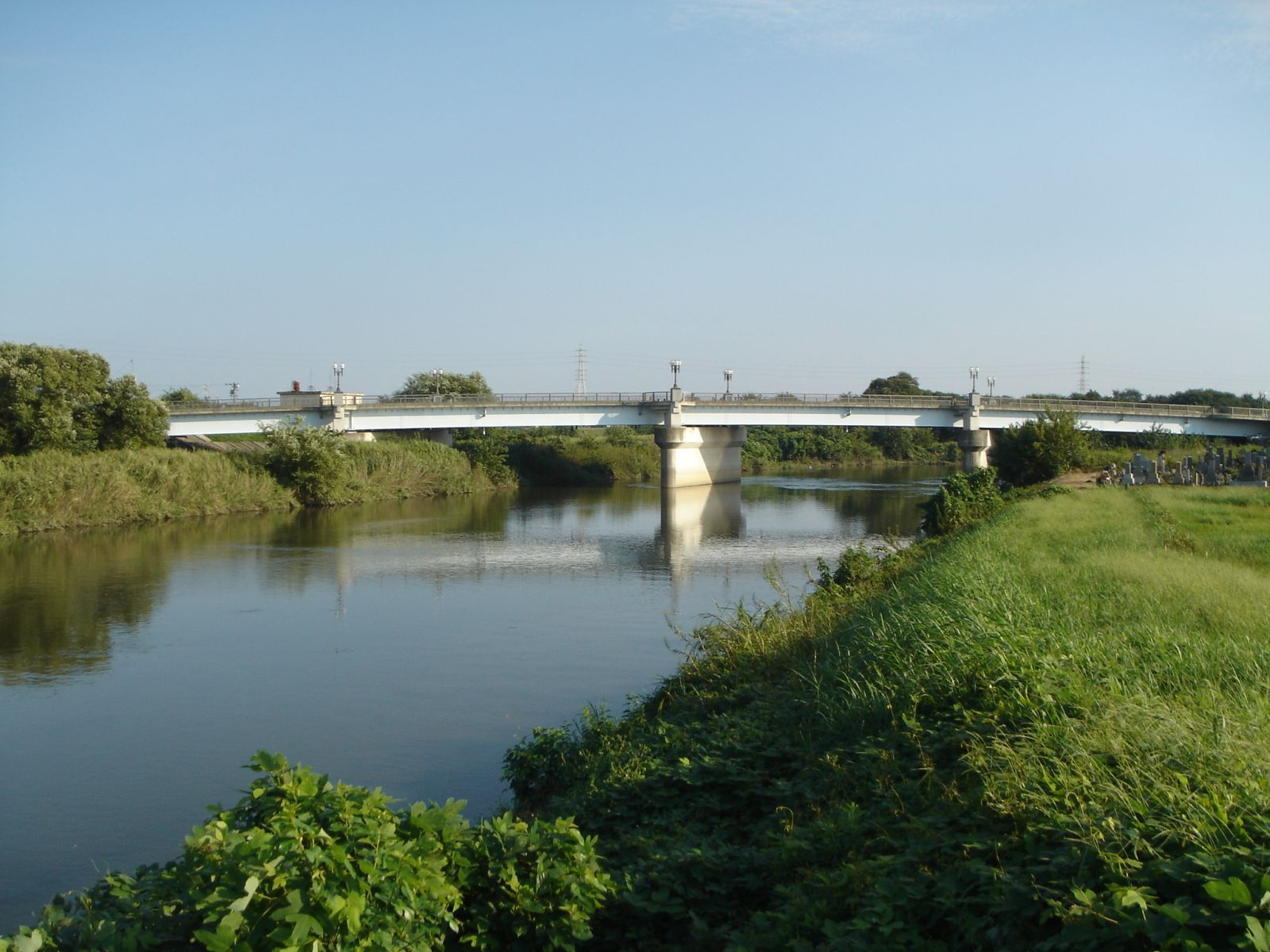
右岸上流側より撮影

柳津大橋（やないづおおはし）は、岐阜県岐阜市柳津町（旧羽島郡柳津町）の境川に架かる市道の橋である。

## 概要
羽島郡柳津町が、境川の東側の柳津地区（旧・羽島郡柳津村）と、西側の佐波地区（旧・稲葉郡佐波村）を結ぶために架橋した町道の橋である。柳津地区と佐波地区を直接結ぶ境川の橋は、基本的には新境川橋（岐阜県道154号笠松墨俣線）しかなかったため、慢性的な渋滞であった。これを解消するために架橋された。
- 供用： 2003年（平成15年）3月
- 延長： 145.4m
- 幅員： 14.6m
- 区間： 岐阜県岐阜市柳津町丸野 - 岐阜市柳津町下佐波

## 周辺施設
- カラフルタウン岐阜

座標: 北緯35度21分32秒 東経136度43分38秒 / 北緯35.35875度 東経136.72717度